# بنک (مجارستان)
بنک (به مجاری:  Benk) یک منطقهٔ مسکونی در مجارستان است که در ناحیه زاهونی واقع شده‌است. بنک ۸٫۵ کیلومتر مربع مساحت و ۴۹۱ نفر جمعیت دارد.